# Typhonium cochleare
Typhonium cochleare är en kallaväxtart som beskrevs av Alistair Hay. Typhonium cochleare ingår i släktet Typhonium och familjen kallaväxter. Inga underarter finns listade.